# Ioana Mihăilă
Ioana Mihăilă (ur. 20 listopada 1980) – rumuńska lekarka i polityk, w 2021 minister zdrowia.

## Życiorys
Ukończyła studia medyczne na Uniwersytecie Medycznym i Farmaceutycznym Iuliu Hațieganu. Specjalizowała się w zakresie endokrynologii. Podjęła praktykę w zawodzie lekarza. Zaangażowała się w działalność polityczną w ramach partii PLUS. W 2021 powołana na stanowisko sekretarza stanu w resorcie zdrowia. W kwietniu tegoż roku objęła urząd ministra zdrowia w koalicyjnym rządzie Florina Cîțu. Ustąpiła z tej funkcji we wrześniu 2021 w trakcie kryzysu koalicyjnego.